# مختصر علم الفلك الكوبيرنيكي (كتاب)
مختصر علم الفلك الكوبيرنيكي هو كتاب في علم الفلك كتبه عالم الفلك يوهانس كيبلر في الفترة الممتدة بين عامي 1618 و1621م، يتمركز حول نظرية مركزية الشمس. نُشر المجلد الأول من الكتاب في عام 1618 والثاني في عام 1620 والثالث في عام 1621.

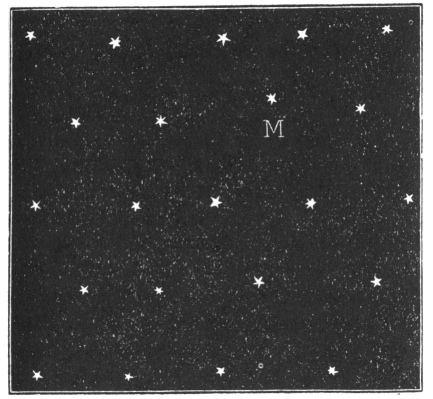
Kepler's Figure 'M' from the Epitome, showing the world as belonging to just one of any number of similar stars